# Max Ganschow
Max Ganschow (* 23. Oktober 1909 in Charlottenburg bei Berlin; † 31. Dezember 1966 in Berlin) war ein deutscher Politiker (SPD).
Max Ganschow besuchte eine Volksschule und machte eine Lehre als Schuhmacher, die er 1928 mit der Gesellenprüfung abschloss. 1929 wurde er Schaffner und Zugabfertiger bei den Berliner Verkehrsbetrieben (BVG). Mit der „Machtergreifung“ der Nationalsozialisten 1933 wurde er aus politischen Gründen entlassen und blieb arbeitslos. Ab 1937 konnte er als Einrichter und Vorarbeiter bei den Siemens-Schuckertwerken in Berlin arbeiten.
Nach dem Zweiten Weltkrieg wurde Ganschow zunächst Verwaltungsangestellter im Bezirksamt Charlottenburg, doch bei der ersten Berliner Wahl 1946 wurde er in die Stadtverordnetenversammlung von Groß-Berlin und wenig später von der Bezirksverordnetenversammlung von Charlottenburg zum Bezirksrat für Ernährung gewählt. Von 1946 bis 1956 war Ganschow Vorsitzender der SPD Charlottenburg. Auch bei der folgenden Wahl 1948 wurde er erneut in die Stadtverordnetenversammlung gewählt, schied aber im Februar 1949 wieder aus, da er weiterhin Bezirksrat war. Insgesamt war Ganschow 17 Jahre lang Bezirksstadtrat in verschiedenen Dezernaten in Charlottenburg, 1963 schied er aus dem Amt aus.